# Bratislava IV
El distrito de Bratislava IV (en eslovaco Okres Bratislava IV) es una unidad administrativa (okres) de Eslovaquia Occidental, situado en la región de Bratislava, con 93.058 habitantes (en 2001) y una superficie de 97 km². 
Comprende los siguientes barrios de Bratislava:
- Karlova Ves
- Dúbravka
- Lamač
- Devín
- Devínska Nová Ves
- Záhorská Bystrica

Limita al oeste y al sur con los ríos March y Danubio y con Austria, al este con Bratislava I y Bratislava III así como al norte con el distrito de Malacky.

## Demografía
| Año        | 1994   | 2004    | 2014    | 2024     |
| ---------- | ------ | ------- | ------- | -------- |
| Población  | 94 550 | 92 926  | 94 554  | 105 137  |
| Diferencia |        | −1,71 % | +1,75 % | +11,19 % |

| Año        | 2023    | 2024    |
| ---------- | ------- | ------- |
| Población  | 105 043 | 105 137 |
| Diferencia |         | +0,08 % |